# Nate Walker
Nathan „Nate“ Walker ist ein US-amerikanischer Schauspieler, Drehbuchautor und Filmproduzent.

## Leben
Walker debütierte 2012 in dem Spielfilm Ultrasonic als Filmschauspieler. Anschließend war er überwiegend in Kurzfilmen zu sehen wie 2018 in Writers Glock, der unter anderem am 14. April 2019 auf dem Austin Comedy Short Film Festival gezeigt wurde. Er hatte außerdem Episodenrollen in den US-amerikanischen Fernsehserien Bottom of the Barrel, Homeland und S.W.A.T. 2020 hatte er im Mockbuster In the Drift eine größere Rolle inne.
Seit 2017 ist er außerdem als Drehbuchautor und Produzent für Kurzfilme tätig.

## Filmografie

### Schauspieler
- 2012: Ultrasonic
- 2013: The Maladjusted
- 2016: Amoriph (Kurzfilm)
- 2017: The Coffee Table (Kurzfilm)
- 2017: Paint Your Own Path (Kurzfilm)
- 2017: Bottom of the Barrel (Fernsehserie, 2 Episoden)
- 2017: Self Perspective (Kurzfilm)
- 2017: Crawford Road (Kurzfilm)
- 2017: Corner Store Chronicles (Kurzfilm)
- 2018: Homeland (Fernsehserie, Episode 7x05)
- 2018: Affairs of State
- 2018: Writers Glock (Kurzfilm)
- 2018: Pretense (Kurzfilm)
- 2019: Green Valley (Fernsehserie, Pilotfolge)
- 2020: In the Drift
- 2020: S.W.A.T. (Fernsehserie, Episode 3x21)
- 2020: Going Under (Kurzfilm)

### Drehbuch
- 2017: The Coffee Table (Kurzfilm)
- 2017: Self Perspective (Kurzfilm)
- 2018: Pretense (Kurzfilm)
- 2020: Going Under (Kurzfilm)

### Produzent
- 2017: Self Perspective (Kurzfilm)
- 2017: Corner Store Chronicles (Kurzfilm)
- 2018: Out of Desperation (Kurzfilm)
- 2018: Pretense (Kurzfilm)
- 2019: Dead Dog (Kurzfilm)